# Nomura Temma
Nomura Temma (sinh ngày 27 tháng 6 năm 2001) là một cầu thủ bóng đá người Nhật Bản.

## Sự nghiệp câu lạc bộ
Nomura Temma hiện đang chơi cho Cerezo Osaka.